# Little Caesar
Little Caesar és una pel·lícula de ficció crimonal pre-Codi estatunidenca del 1931 distribuïda per Warner Brothers, dirigida per Mervyn LeRoy, i protagonitzada per Edward G. Robinson, Glenda Farrell, i Douglas Fairbanks Jr.. La pel·lícula narra la història d'un gangster que ascendeix a les files del crim organitzat fins que arriba al cim. La història va ser adaptada a la novel·la del mateix nom de William R. Burnett. Little Caesar va ser el paper més important de Robinson i el va convertir immediatament en una gran estrella del cinema. La pel·lícula sovint es classifica com una de les primeres pel·lícules de gàngster de ple dret i continua sent ben rebuda per la crítica.
La Biblioteca del Congrés manté un imprès.

## Argument
Els delinqüents César Enrico "Rico" Bandello (Edward G. Robinson) i el seu amic Joe Massara (Douglas Fairbanks Jr.) es traslladen a Chicago per fer fortuna. Rico s'uneix a la colla de Sam Vettori (Stanley Fields), mentre que Joe vol ser ballarí. Olga (Glenda Farrell) es converteix en la seva xicota i parella de ball.
Joe intenta apartar-se de la colla i de les seves activitats, però Rico el fa participar en el robatori de la discoteca on treballa. Malgrat les ordres del "Big Boy" (Sidney Blackmer) a tots els seus homes per evitar el vessament de sang, Rico va abatre el comissari Alvin McClure durant el robatori, amb Joe com a testimoni agressiu.
Rico acusa Sam de fer-se tou i pren el control de la seva organització. El cap rival "Little Arnie" Lorch (Maurice Black) tracta de matar Rico, però Rico només és arrapat. Ell i els seus pistolers fan una visita a Little Arnie, després que Arnie marxi ràpidament cap a Detroit. Big Boy acaba donant a Rico el control de tot el nord de Chicago.
A Rico li preocupa que Joe sàpiga massa sobre ell. Adverteix a Joe que ha d'oblidar-se d'Olga i unir-se a ell en una vida de crims. Rico amenaça de matar Joe i Olga a menys que accedeixi, però Joe es nega a cedir. Olga truca al sergent de la policia Flaherty (Thomas Jackson) i li diu que Joe està preparat per parlar, just abans que Rico i el seu adjunt Otero (George E. Stone) vinguin a trucar. Rico veu, per a la seva sorpresa, que no pot llevar la vida del seu amic. Quan Otero intenta fer la feina ell mateix, Rico allunya la pistola, encara que no abans que Joe sigui ferit. En sentir el tret, Flaherty i un altre policia inicien la persecució i fereixen i capturen Otero. Amb informació proporcionada per Olga, Flaherty procedeix a aixafar l'organització de Rico.
Desesperat i sol, Rico "es retira al canaló del qual va sortir". Mentre s'amaga en un apartament, s'enfada quan s'assabenta que Flaherty l'ha anomenat covard al diari. Fa una bajanada i truca al policia per anunciar-li que vingui per ell. La trucada té resposta i Flaherty el dispara darrere d'una cartellera (anunci publicat amb els ballarins Joe i Olga) i, en morir, pronuncia les seves últimes paraules: "Mare de misericòrdia, és el final de Rico?"

## Repartiment
- Edward G. Robinson - Caesar Enrico "Rico" Bandello / "Little Caesar"
- Douglas Fairbanks Jr. - Joe Massara
- Glenda Farrell - Olga Stassoff
- William Collier Jr. - Tony Passa
- Sidney Blackmer - Big Boy
- Ralph Ince - Pete Montana
- Thomas E. Jackson - Sergent Flaherty
- Stanley Fields - Sam Vettori
- Maurice Black - Little Arnie Lorch
- George E. Stone - Otero

## Possible subtext LGBT

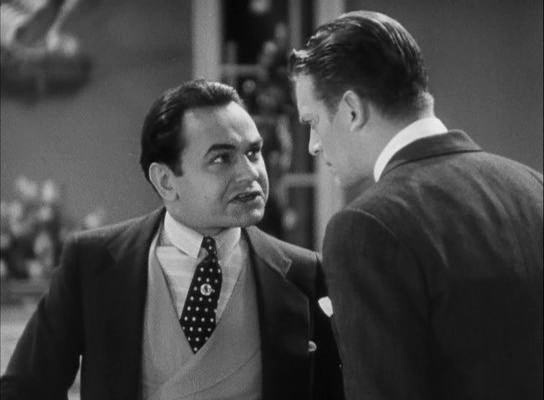
Rico confronta Joe.

Una interpretació del personatge del títol és que és un home gai reprimit o a l'armari. Les proves citades inclouen l'admiració d'Otero a Rico, la gran afinitat de Rico per Joe, i la manca total d'interès de Rico en les relacions romàntiques amb les dones, així com el seu menyspreu per l'interès de Joe per les dones. Quan es va estrenar la pel·lícula, l'autor Burnett aparentment va treure la mateixa conclusió sobre la versió de pantalla del personatge. Després d'haver descrit Rico com a explícitament heterosexual a la seva novel·la, Burnett va escriure una carta de queixa als productors de la pel·lícula sobre la conversió del personatge en gai en l'adaptació de la pantalla.

## Recepció i crítiques
Little Caesar va ser un èxit en taquilla, llançant a la fama a Edward G. Robinson. L'èxit de la pel·lícula també va generar la producció de diverses pel·lícules de gàngsters, moltes de les quals també van ser fetes per Warner Bros.

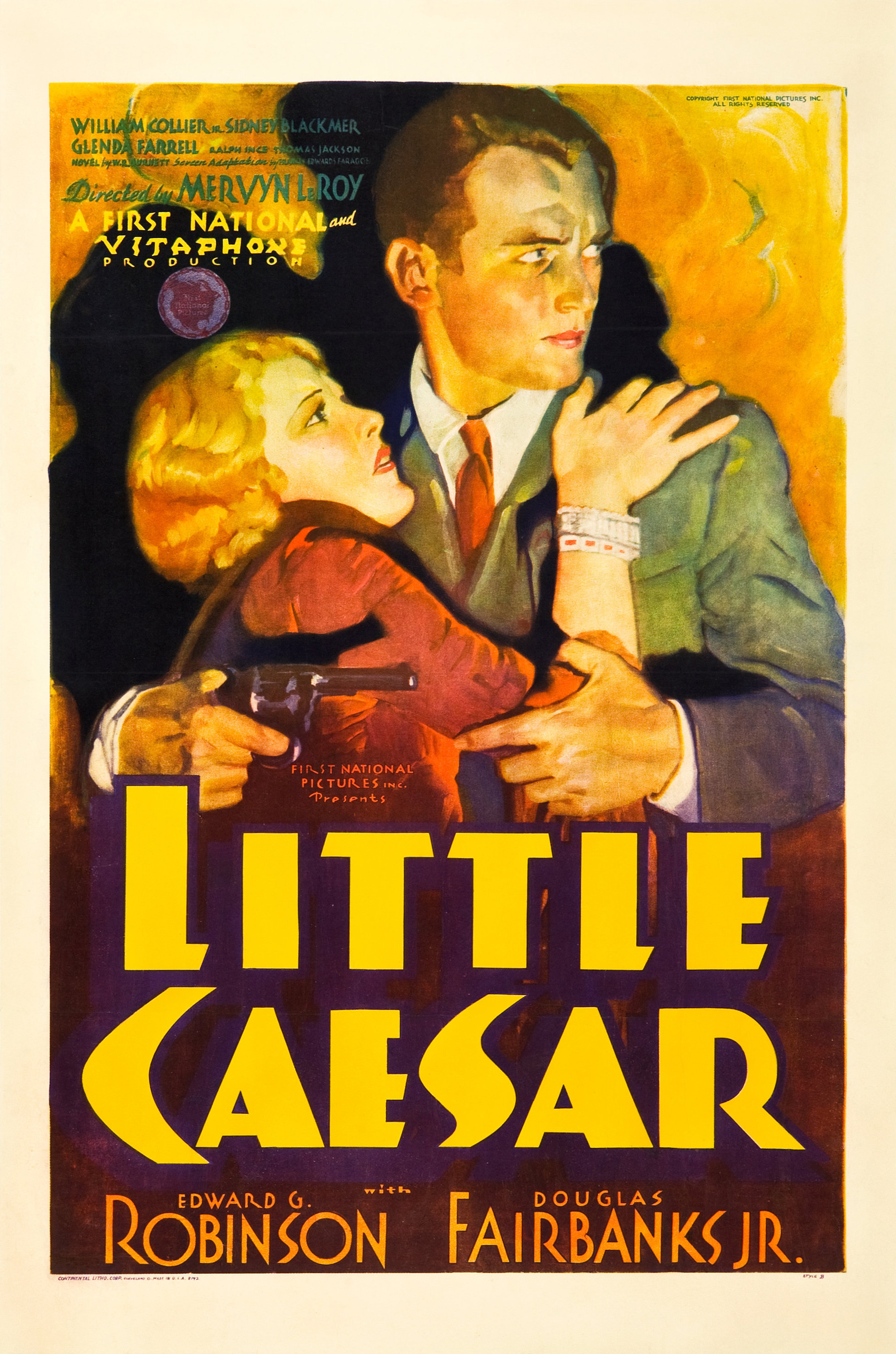
Cartell alternatiu

Al web agregador de revisions Rotten Tomatoes, Little Caesar té una qualificació d'aprovació del 92%, basada en 24 ressenyes i una qualificació mitjana de 7,43/10.

## Premis i nominacions
- Premis Oscar de 1931: Oscar al millor guió adaptat ‒ Nominada (Francisc Edward Faragoh, Robert N. Lee)
- National Film Registry: Seleccionada pel Biblioteca del Congrés dels Estats Units el 2000
- American Film Institute:
  - Top 100 de l'American Film Institute: Nominada el 1998 i 2007
  - AFI's 100 Years...100 Thrills: Nominada
  - AFI's 100 anys... 100 herois i dolents: Rico – #38 vilà
  - AFI's 100 Years...100 Movie Quotes: "Mother of mercy, is this the end of Rico?"– #73
  - AFI's 10 Top 10: #9 pel·lícula de gàngsters[7]

## Llegat
Juntament amb The Public Enemy (1931) i Scarface (1932), Little Caesar va demostrar ser influent en el desenvolupament del gènere de cinema de gàngsters, establint molts temes i convencions que s'han utilitzat des de llavors.
L'èxit de taquilla de la pel·lícula també va generar la producció de diverses pel·lícules de gàngster d'èxit, moltes de les quals també van ser realitzades per Warner Brothers. Es troba en el llibre de referència de pel·lícules 1001 Movies You Must See Before You Die, que diu que "Little Caesar de Mervyn LeRoy va ajudar a definir la pel·lícula de gàngster mentre servia com a al·legoria de les circumstàncies de producció perquè es va produir durant la Gran Depressió. Al costat de les exigències de conformitat social durant els primers anys 1930, significa que la pantalla clàssica de LeRoy és molt més que la simple suma de les seves parts."